# Lycianthes tarapotensis
Lycianthes tarapotensis är en potatisväxtart som beskrevs av Friedrich August Georg Bitter. Lycianthes tarapotensis ingår i Himmelsögonsläktet som ingår i familjen potatisväxter. Inga underarter finns listade i Catalogue of Life.